# The Sun Sessions
The Sun Sessions é uma coletânea de canções gravadas por Elvis Presley no período da Sun Records, na verdade, sua filial, a "Memphis Recording Service"  de Sam Phillips, onde Elvis começou sua carreira profissional em julho de 1954, já que em julho de 1953 e janeiro e junho de 1954 ele também gravou de forma amadora algumas músicas.
No dia 5 de julho de 1954, que é considerado como o "marco zero do rock" por várias pesquisas e especialistas, Elvis ensaiava algumas canções, até que, em um momento de descontração, de forma improvisada, começou a cantar "That's All Right, Mama", provocando em Sam Philips um grande entusiasmo. "Take" realizado, nova canção, no gênero, foi concebida; dessa vez, "Blue Moon of Kentucky", com nova grande aprovação. Ambas comporiam seu primeiro disco, um "compacto simples" (single). Participaram das sessões, além de Elvis e Sam, o guitarrista Scotty Moore e o baixista Bill Black.
Essa coletânea contém o seu primeiro sucesso nacional, "I Forgot To Remember To Forget", que foi primeiro lugar na parada country nacional da billboard em 1955. Apesar do talento e poder de improvisação mostrado por Elvis na época da Sun, ele ainda era um artista em formação, portanto, o seu talento só iria ser mostrado na sua totalidade ao mundo, anos mais tarde, principalmente a partir do final da década de 1960. Por isso, segundo alguns, avaliar essa fase como sendo a melhor, é um erro vicioso de parte da crítica.

## Faixas
- That's All Right Mama (1:57)
- Blue Moon Of Kentucky (2:04)
- I Don't Care If The Sun Don't Shine (2:28)
- Good Rockin Tonight (2:14)
- Milkcow Blues Boogie (2:39)
- You're a Heartbreaker (2:12)
- I'm Left, You're Right, She's Gone (2:37)
- Baby Let's Play House (2:17)
- Mistery Train (2:26)
- I Forgot To Remember To Forget (2:30)
- I'll Never Let You Go (2:26)
- Trying To Get You (2:33)
- I Love You Because (2:44)
- Blue Moon (2:41)
- Just Because (2:34)

## Paradas musicais
| Críticas profissionais        | Críticas profissionais |
| Avaliações da crítica         | Avaliações da crítica  |
| Fonte                         | Avaliação              |
| ----------------------------- | ---------------------- |
| AllMusic                      | [ 1 ]                  |
| Encyclopedia of Popular Music | [ 2 ]                  |
| The Rolling Stone Album Guide | [ 3 ]                  |
| Sputnikmusic                  | 5/5                    |

| Parada (1976)     | Posição |
| ----------------- | ------- |
| US Billboard 200  | 76      |
| US Country Albums | 2       |

| Parada (1977)   | Posição |
| --------------- | ------- |
| UK Albums Chart | 16      |

## Músicos
- Elvis Presley: Voz, Violão e Guitarra;
- Scotty Moore: Guitarra;
- Bill Black: Baixo;
- Jimmie Lott: Bateria;
- Johnny Bernero: Bateria;